# 张恩祥
张恩祥（1942年10月—2025年2月28日），男，辽宁海城（一作海龙）人，中华人民共和国政治人物，曾任吉林省人大常委会副主任，第八届全国人大代表。